# Cerkiew Narodzenia Najświętszej Maryi Panny w Stubienku
Cerkiew Narodzenia Najświętszej Maryi Panny w Stubienku – drewniana parafialna cerkiew greckokatolicka, znajdująca się w Stubienku, w gminie Stubno, w powiecie przemyskim.

## Historia
Świątynia została wzniesiona w 1849 na miejscu starszej drewnianej cerkwi. Cerkiew w Stubienku była filialną parafii w Stubnie (dekanat przemyski, po I wojnie - medycki). W 1785 wieś liczyła 493 mieszkańców, z tego 314 grekokatolików, 166 rzymskich katolików i 13 Żydów. W 1936 na 760 mieszkańców było 630 grekokatolików. Po wysiedleniu ludności ukraińskiej po II wojnie światowej cerkiew nie była użytkowana.
W 1971 zaadaptowana na kościół rzymskokatolicki. W grudniu 1973 roku prałat Zdzisław Majcher odprawił pierwszą mszę świętą. W latach 1976 i 2006 wykonano remont świątyni. Ikonostas ze Stubienka znajduje się obecnie w nowej cerkwi greckokatolickiej w Mokrem.

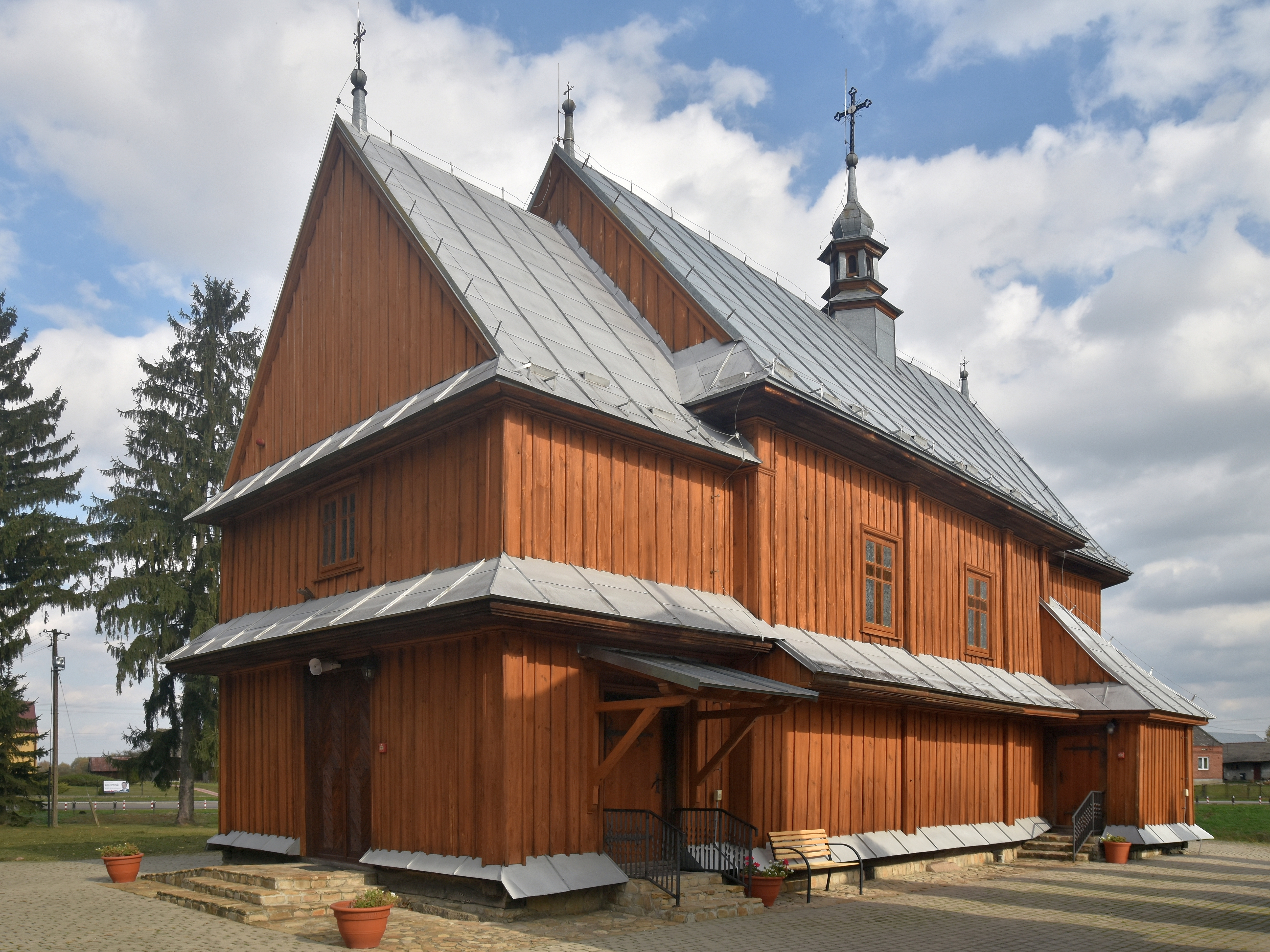
Elewacja frontowa i południowa
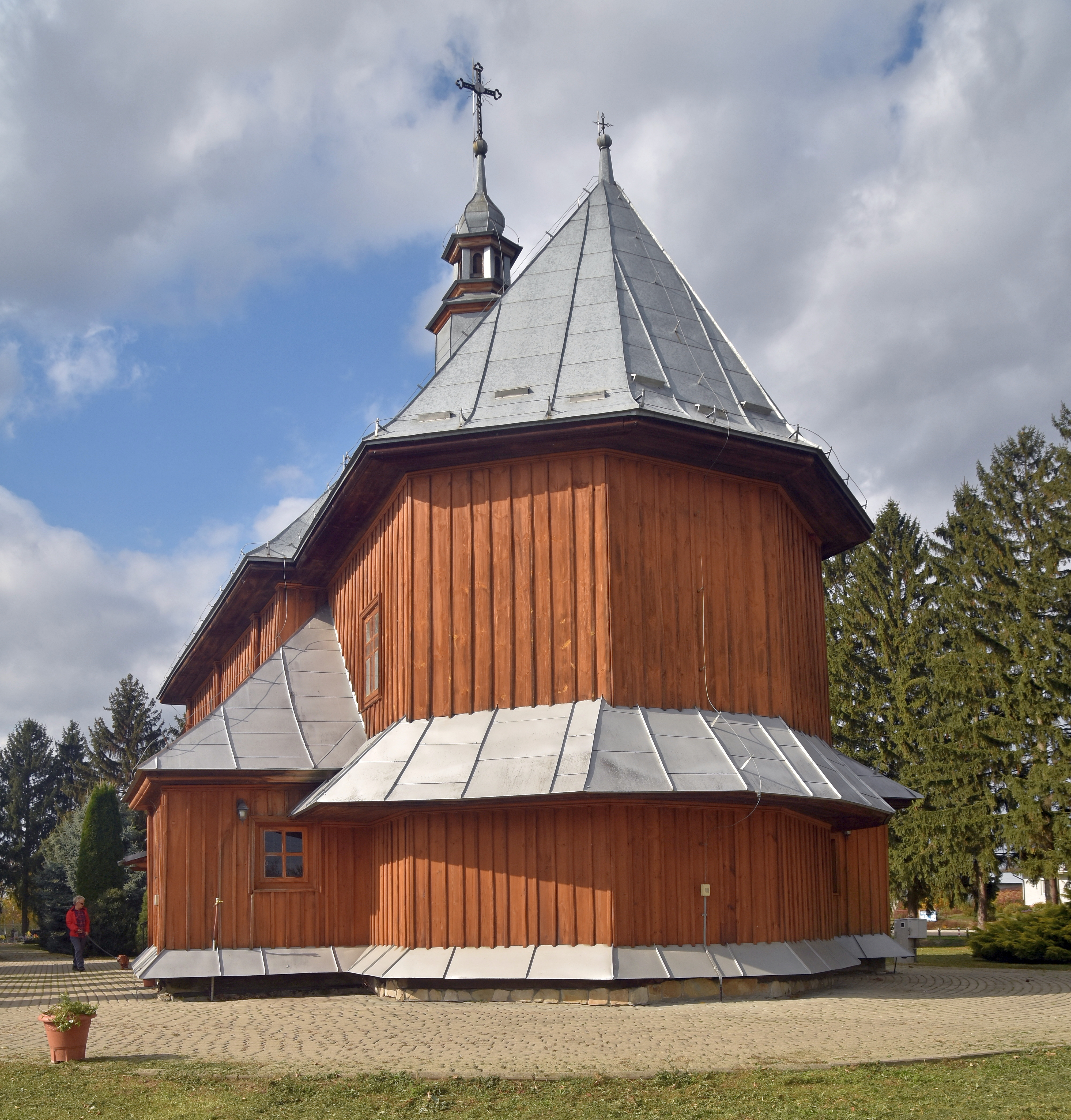
Widok od strony prezbiterium
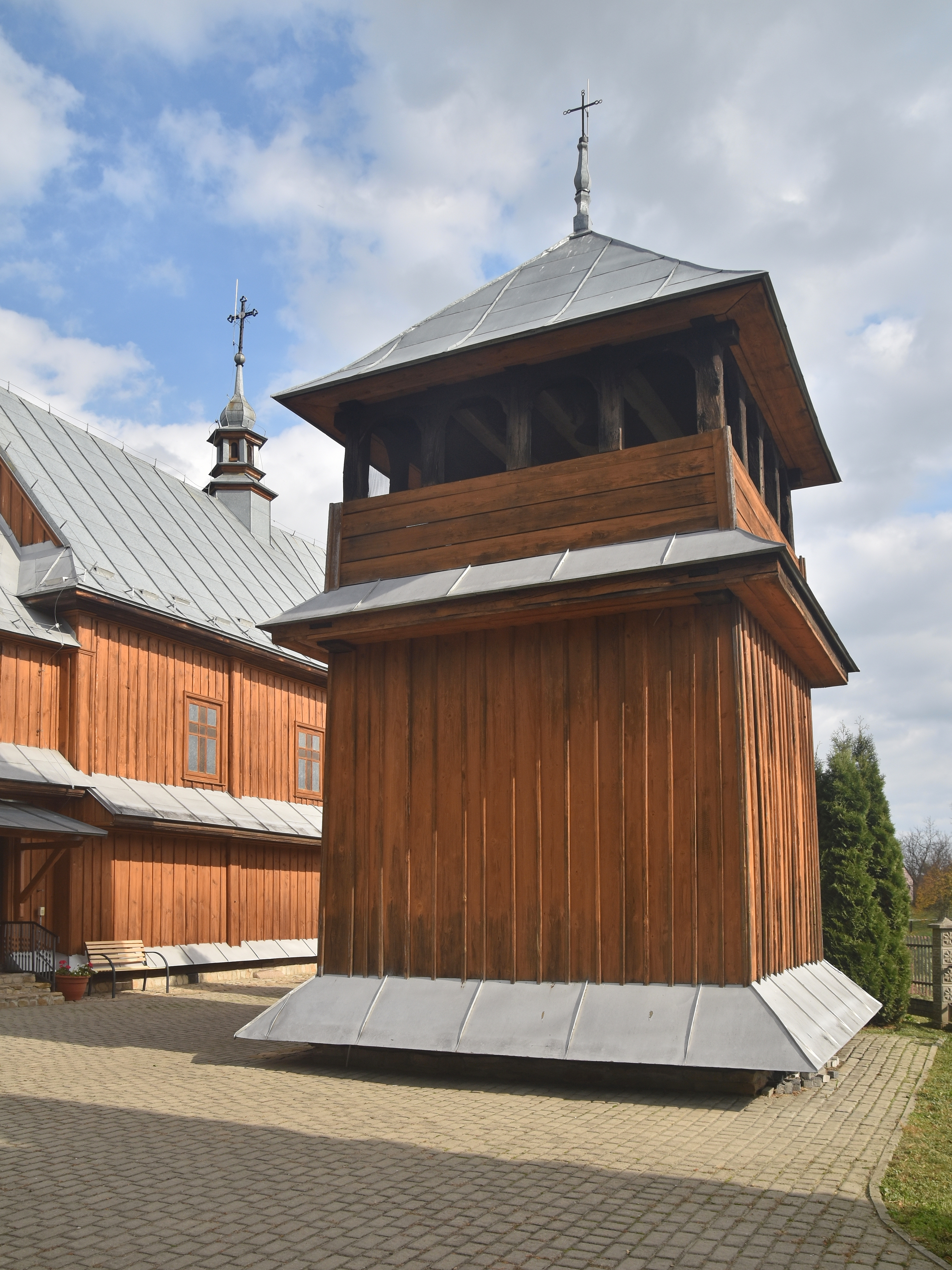
Dzwonnica

## Architektura i wyposażenie
Cerkiew jest trójdzielną budowlą konstrukcji zrębowej, z prezbiterium zamkniętym trójbocznie, z zakrystią od północy. Ściany nawy są nieco wyższe niż w prezbiterium i babińcu. Cerkiew pokryta jest dachami konstrukcji krokwiowej o różnej wysokości kalenic. Nad prezbiterium występuje dach pięciopołaciowy; nad nawą i babińcem dwuspadowe, nad zakrystią pulpitowy-koszowy. W kalenicy dachu nawy wieżyczka na sygnaturkę. Wszystkie połacie dachowe pierwotnie były pokryte gontem, obecnie blachą. Wszystkie ściany szalowane pionowym deskowaniem, w 2006 wymienionym na nowe. W połowie ich wysokości biegnie kryty blachą daszek okapowy.

## Otoczenie
Obok cerkwi usytuowana jest wolno stojąca, drewniana dzwonnica konstrukcji słupowej, zbudowana w poł. XIX w. Ciekawym elementem dzwonnicy jest pseudoizbica z otwartą galerią słupową. W większych wieżach drewnianych izbica była najwyższą, nadwieszoną kondygnacją. Można było tam wejść po wewnętrznych schodach lub drabinach. Była otwarta na cztery strony świata, służyła celom obserwacyjnym, wieszano tam dzwony. Pseudoizbica imituje izbicę wyglądem zewnętrznym. Efekt nadwieszenia tworzy daszek okapowy u jej podstawy. Dzwonnica pokryta jest dachem namiotowym konstrukcji krokwiowej z królem. Podwalina wieży osłonięta jest blaszanym daszkiem okapowym. Wszystkie powierzchnie ścienne odeskowane. Dach pierwotnie kryty był gontem, obecnie pod blachą.